# Eriocaulon ehrenbergianum
Eriocaulon ehrenbergianum là một loài thực vật có hoa trong họ Cỏ dùi trống. Loài này được Klotzsch ex Körn. mô tả khoa học đầu tiên năm 1863.